# Vertice BRICS del 2024
Il XVI vertice BRICS si è tenuto a Kazan, in Russia, dal 22 al 24 ottobre 2024, presieduto dal Presidente russo Vladimir Putin. È stato il primo vertice BRICS che comprendeva Egitto, Emirati Arabi Uniti, Etiopia e Iran dopo la loro adesione decisa al 15º vertice del 2023.

## Partecipanti

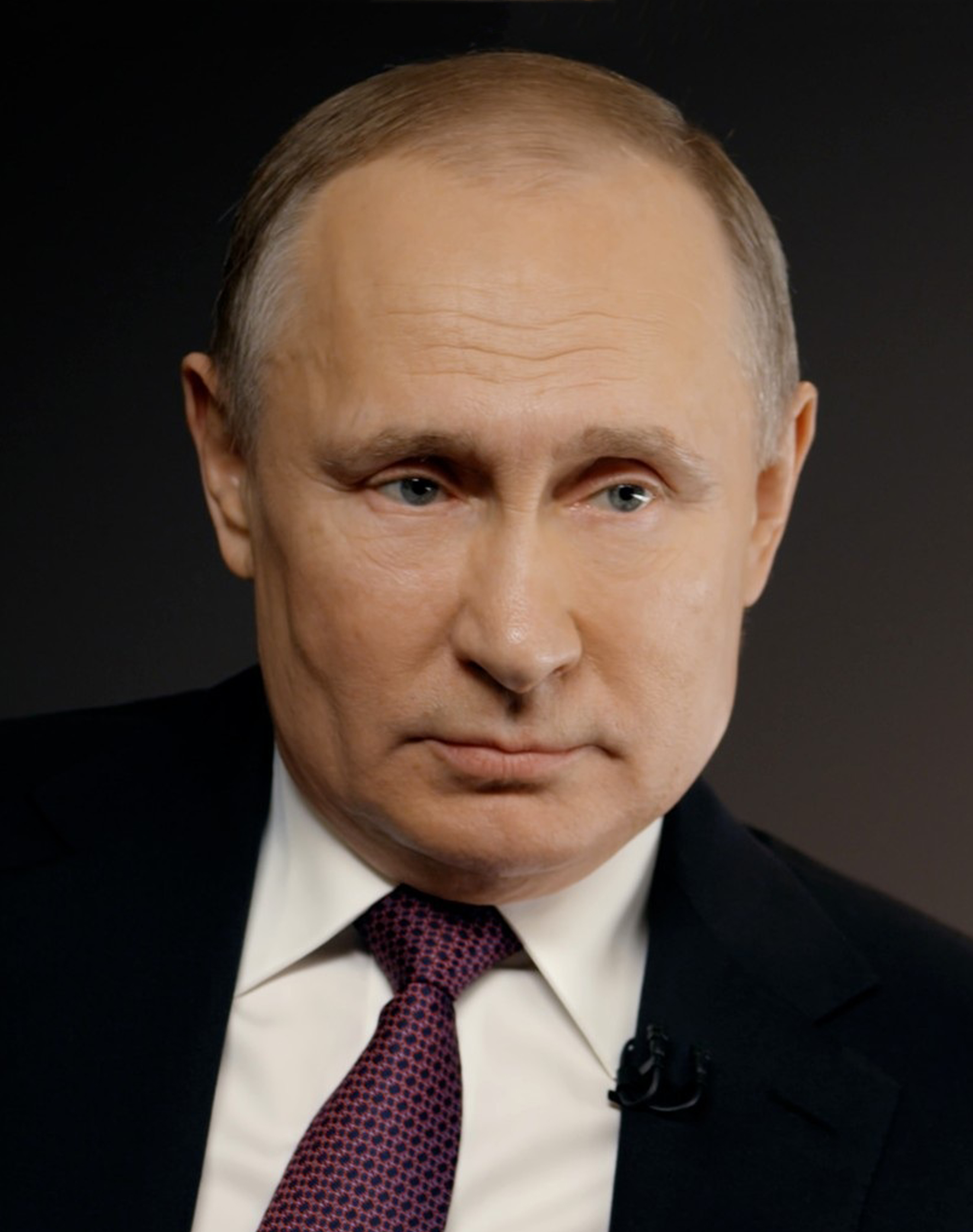
RUS Vladimir Putin, Presidente
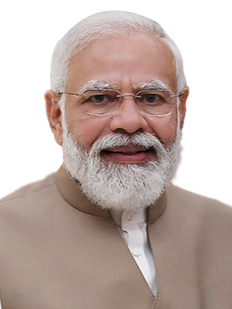
IND Narendra Modi, Primo ministro
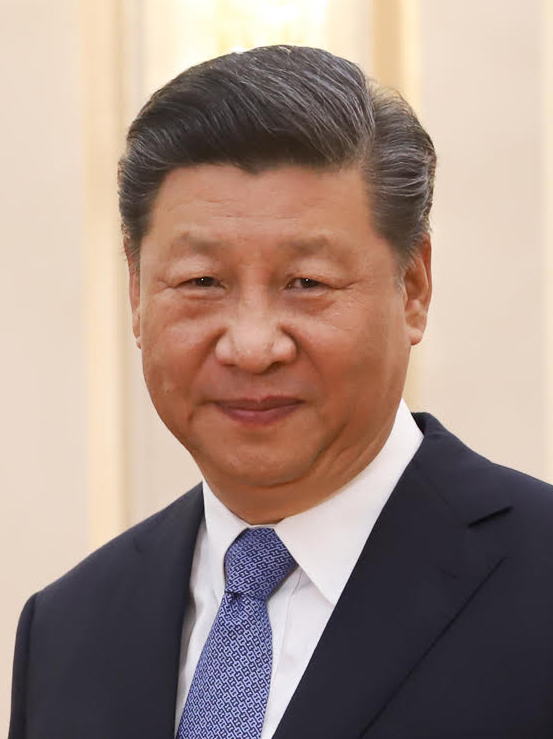
CHN Xi Jinping, Presidente
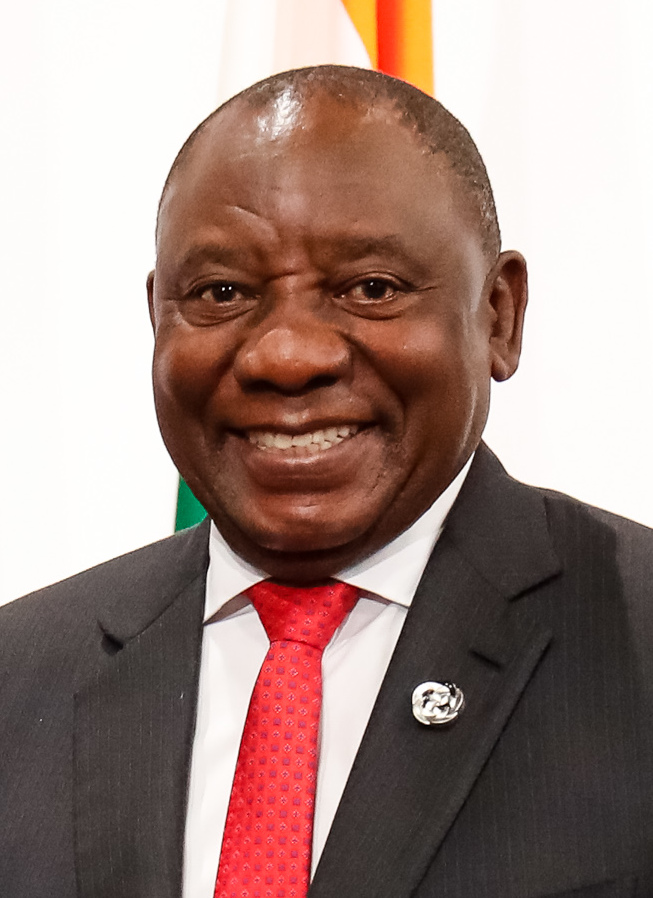
SAF Cyril Ramaphosa, Presidente
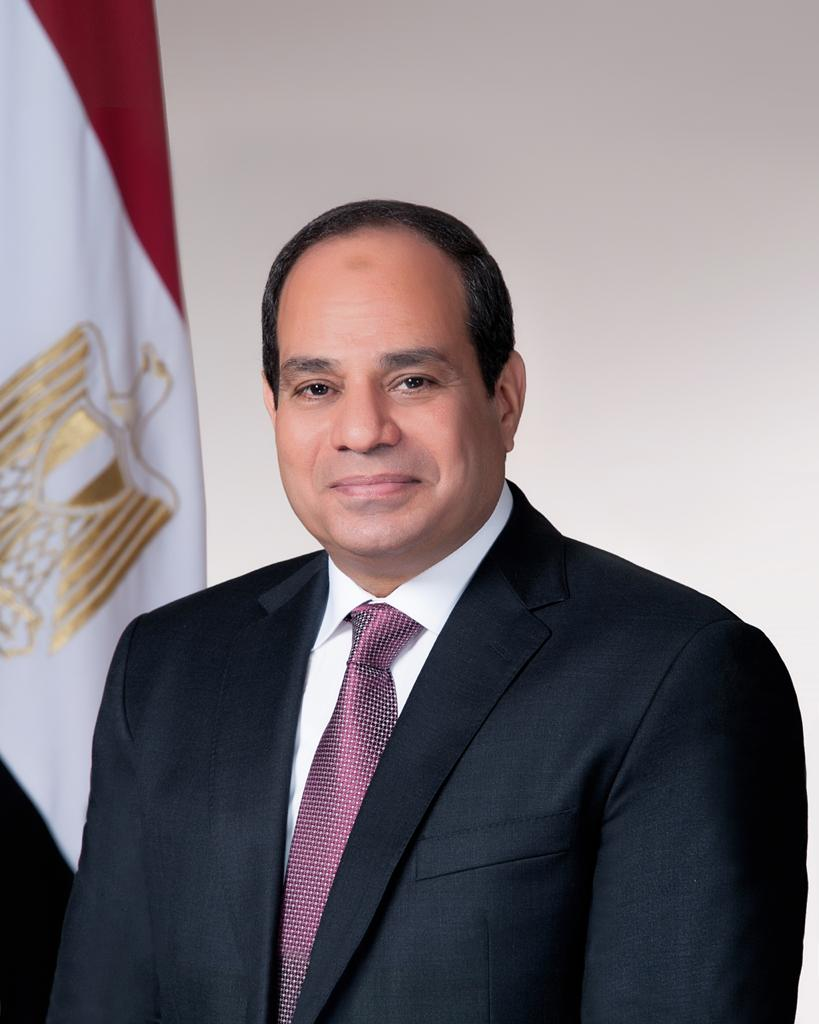
EGY Abdel Fattah al-Sisi, Presidente
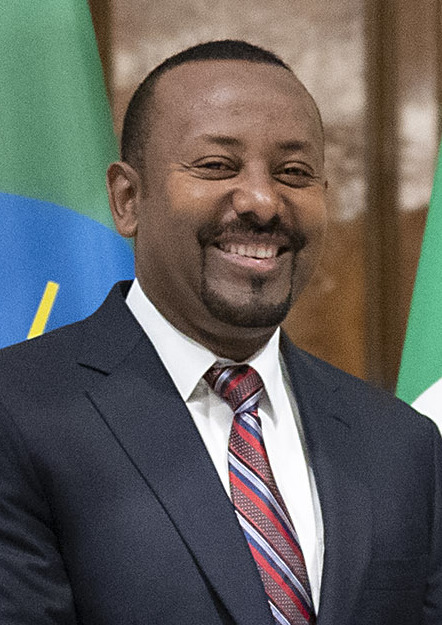
ETH Abiy Ahmed, Primo ministro
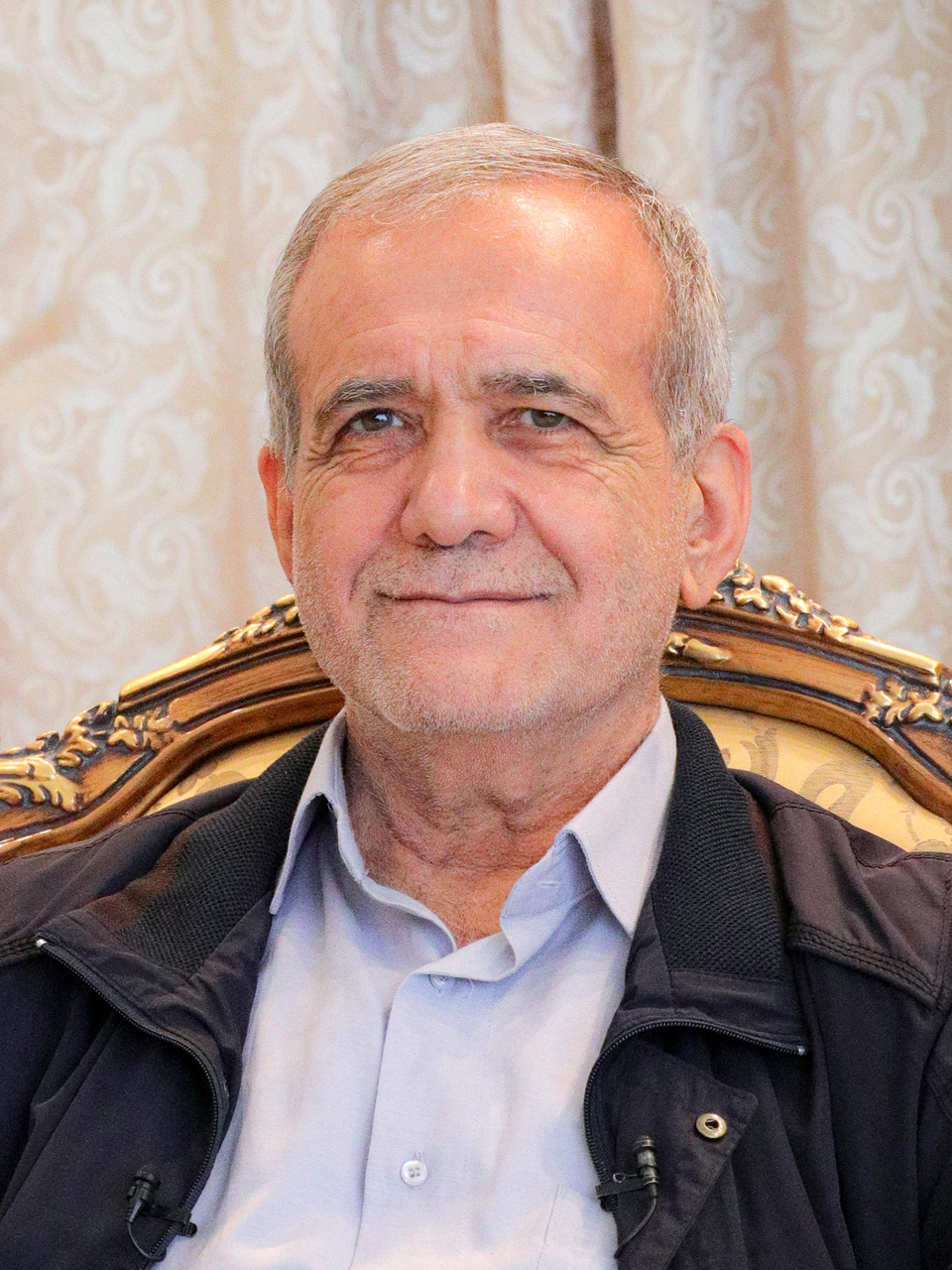
IRI Masoud Pezeshkian, Presidente
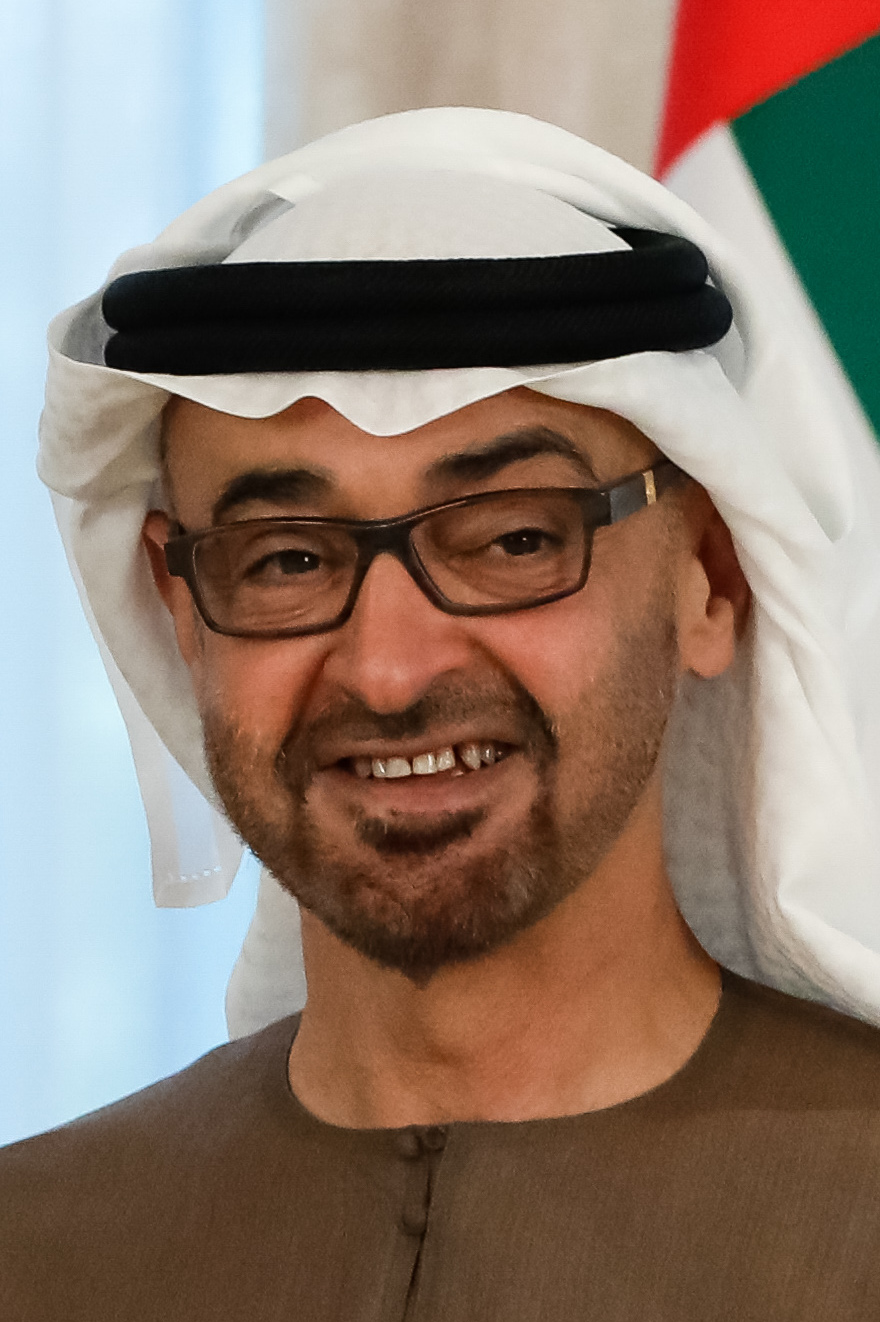
UAE Mohammed bin Zayed Al Nahyan, Presidente
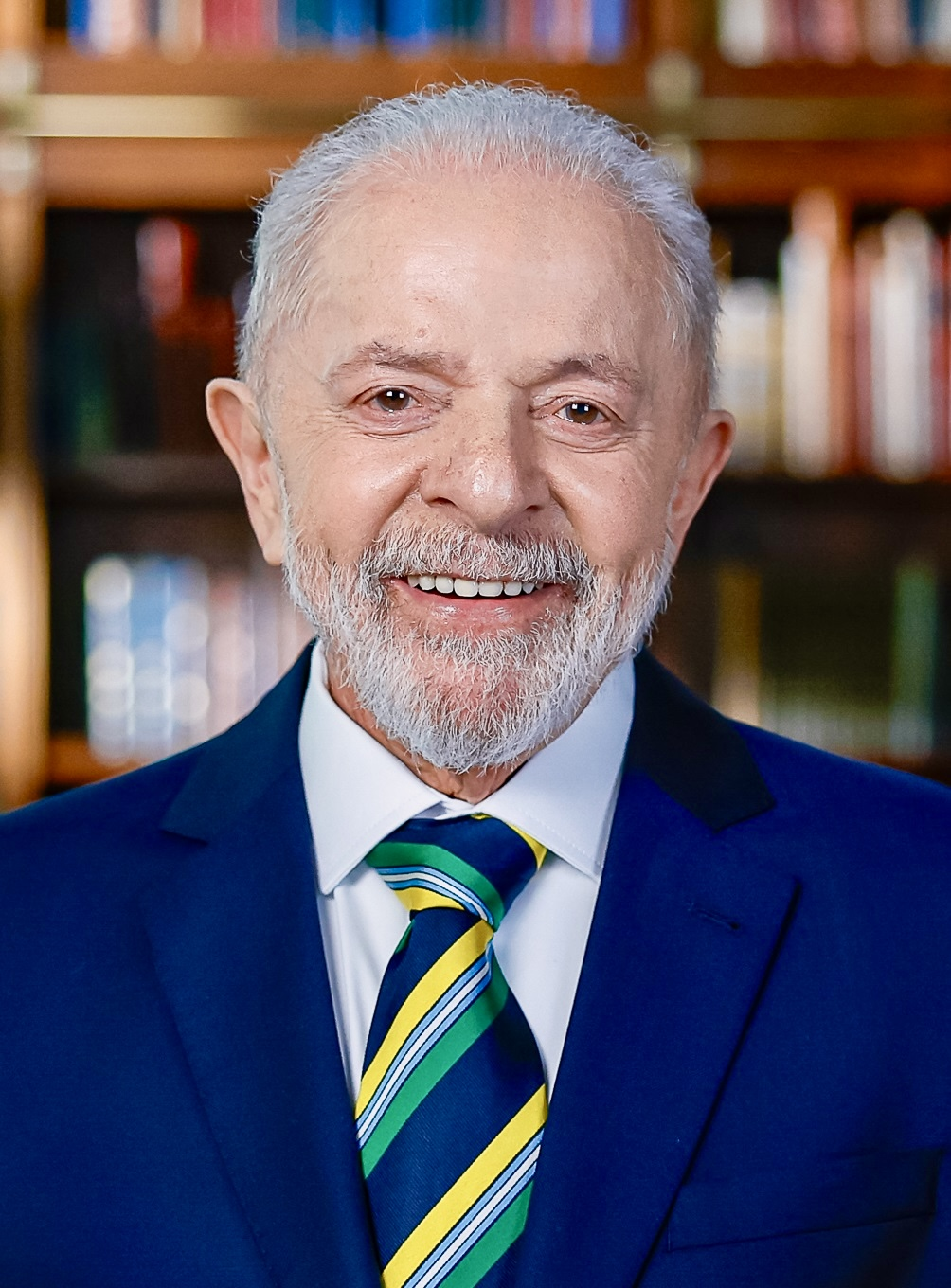
BRA Luiz Inácio Lula da Silva, Presidente (In videoconferenza per motivi di salute)
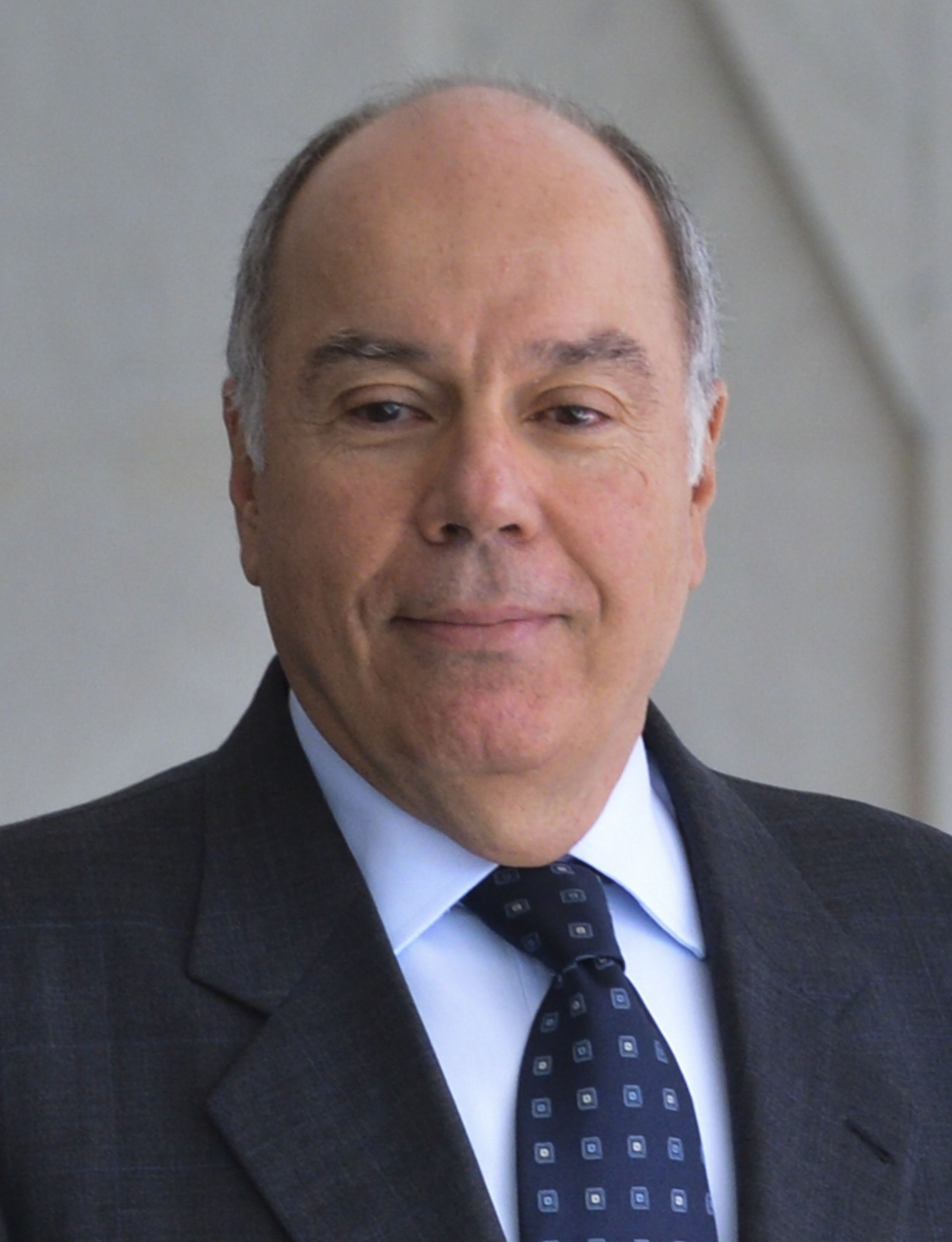
BRA Mauro Vieira, Ministro degli affari esteri

- Russia
Vladimir Putin, Presidente
- India
Narendra Modi,
Primo ministro
- Cina
Xi Jinping, Presidente
- Sudafrica
Cyril Ramaphosa, Presidente
- Egitto
Abdel Fattah al-Sisi, Presidente
- Etiopia
Abiy Ahmed,
Primo ministro
- Iran
Masoud Pezeshkian, Presidente
- Emirati Arabi Uniti
Mohammed bin Zayed Al Nahyan, Presidente
- Brasile
Luiz Inácio Lula da Silva, Presidente
(In videoconferenza per motivi di salute)[1]
- Brasile
Mauro Vieira,
Ministro degli affari esteri

### Paesi ospiti
| Paese            | Leader                          | Carica                                                    | Note |
| ---------------- | ------------------------------- | --------------------------------------------------------- | ---- |
| Afghanistan      | Nooruddin Azizi                 | Ministro del commercio e dell'industria                   |      |
| Armenia          | Nikol Pashinyan                 | Primo ministro                                            |      |
| Arabia Saudita   | Faisal bin Farhan Al Saud       | Ministro degli affari esteri                              |      |
| Azerbaigian      | İlham Əliyev                    | Presidente                                                |      |
| Bahrein          | Abdullatif bin Rashid Al Zayani | Ministro degli affari esteri                              |      |
| Bangladesh       | Md. Jashim Uddin                | Ministro degli affari esteri                              |      |
| Bielorussia      | Aljaksandr Lukašėnka            | Presidente                                                |      |
| Bolivia          | Luis Arce                       | Presidente                                                |      |
| Rep. del Congo   | Denis Sassou Nguesso            | Presidente                                                |      |
| Cuba             | Bruno Rodríguez Parrilla        | Ministro degli affari esteri                              |      |
| Indonesia        | Sugiono                         | Ministro degli affari esteri                              |      |
| Kazakistan       | Qasym-Jomart Toqaev             | Presidente                                                |      |
| Kirghizistan     | Sadır Japarov                   | Presidente                                                |      |
| Laos             | Thongloun Sisoulith             | Presidente                                                |      |
| Malaysia         | Rafizi Ramli                    | Ministro dell'economia                                    |      |
| Mauritania       | Mohamed Ould Ghazouani          | Presidente                                                |      |
| Mongolia         | Gombojavyn Zandanshatar         | Presidente del parlamento                                 |      |
| Nicaragua        | Valdrack Jaentschke             | Ministro degli affari esteri                              |      |
| Palestina        | Mahmūd Abbās                    | Presidente                                                |      |
| Repubblica Serba | Milorad Dodik                   | Presidente della Repubblica Serba di Bosnia ed Erzegovina |      |
| Serbia           | Aleksandar Vulin                | Vice primo ministro                                       |      |
| Sri Lanka        | Aruni Wijewardane               | Ministro degli affari esteri                              |      |
| Tagikistan       | Emomalī Rahmon                  | Presidente                                                |      |
| Thailandia       | Maris Sangiampongsa             | Ministro degli affari esteri                              |      |
| Turchia          | Recep Tayyip Erdoğan            | Presidente                                                |      |
| Turkmenistan     | Serdar Berdimuhamedow           | Presidente                                                |      |
| Uzbekistan       | Shavkat Mirziyoyev              | Presidente                                                |      |
| Venezuela        | Nicolás Maduro                  | Presidente                                                |      |
| Vietnam          | Phạm Minh Chính                 | Primo ministro                                            |      |

### Organizzazioni ospiti
| Organizzazione                                 | Leader           | Carica                                  | Note |
| ---------------------------------------------- | ---------------- | --------------------------------------- | ---- |
| Commissione economica eurasiatica              |                  |                                         |      |
| Comunità degli Stati Indipendenti              |                  |                                         |      |
| Nazioni Unite                                  | António Guterres | Segretario generale delle Nazioni Unite |      |
| Nuova Banca di Sviluppo (NDB)                  | Dilma Rousseff   | Presidente                              |      |
| Organizzazione per la Cooperazione di Shanghai |                  |                                         |      |
| Unione Russia-Bielorussia                      |                  |                                         |      |

## Agenda dei lavori
Con il motto Strengthening Multilateralism for Fair Global Development and Security (Rafforzare il multilateralismo per lo sviluppo e la sicurezza globali), è stato principalmente l'occasione per Vladimir Putin, che ospitava e presiedeva il vertice, per dimostrare che la Russia non è isolata, nonostante le sanzioni decise dai paesi occidentali.
I nove paesi aderenti al BRICS costituiscono il 41% della popolazione mondiale e il 37% del PIL globale.
Il vertice del 2024 aveva tra i suoi temi principali: nuovo ordine mondiale multipolare; superamento del dollaro come valuta per i pagamenti internazionali (dedollarizzazione), 
creazione di un sistema di pagamento alternativo allo SWIFT, sostegno della Nuova Banca di Sviluppo (NDB) in alternativa al Fondo monetario internazionale (FMI).

## Risultati del vertice
Il 16º vertice BRICS ha adottato la dichiarazione finale, che si compone di 134 paragrafi, con l'intenzione di presentarla alle Nazioni Unite:
- nuovo ordine mondiale fondato sul multipolarismo;[8]
- riforma delle Nazioni Unite, compreso il Consiglio di sicurezza;[9]
- riforma dell'Organizzazione mondiale del commercio (WTO) e opposizione alle «misure unilaterali restrittive del commercio»;[10]
- riforma delle istituzioni di Bretton Woods; soddisfazione per il 25º seggio del Consiglio esecutivo del Fondo Monetario Internazionale riservato ai paesi dell'Africa subsahariana;[11][12]
- condanna delle misure unilaterali nella forma delle sanzioni economiche;[13]
- condanna dell'escalation di violenza «senza precedenti» nella Striscia di Gaza e in Cisgiordania e immediato cessate il fuoco; sostegno per la piena adesione dello Stato di Palestina alle Nazioni Unite nel contesto della soluzione a due Stati per due popoli;[14]
- rigorosa osservanza delle risoluzioni 1701 (2006) e 2749 (2024) del Consiglio di sicurezza delle Nazioni Unite; ferma condanna degli attacchi al personale delle Nazioni Unite (UNIFIL);[15]
- apprezzamento per le proposte di mediazione finalizzate a una soluzione pacifica della conflitto in Ucraina attraverso il dialogo e la diplomazia;[16]
- necessità di riformare l'architettura dell'attuale sistema finanziario internazionale per renderla più inclusiva e giusta;[17]
- ruolo chiave della Nuova Banca di Sviluppo (NDB) nella promozione delle infrastrutture e per lo sviluppo sostenibile dei suoi paesi membri;[18]
- sostegno all'uso delle valute locali nelle transazioni finanziarie tra i paesi BRICS e i loro partner commerciali (dedollarizzazione);[19]
- avviare lo studio di fattibilità dell'istituzione di una infrastruttura indipendente di regolamento transfrontaliero e depositario, il BRICS Clear, per integrare l'infrastruttura del mercato finanziario esistente (SWIFT), e la capacità di riassicurazione indipendente dei BRICS con partecipazione su base volontaria.[20]

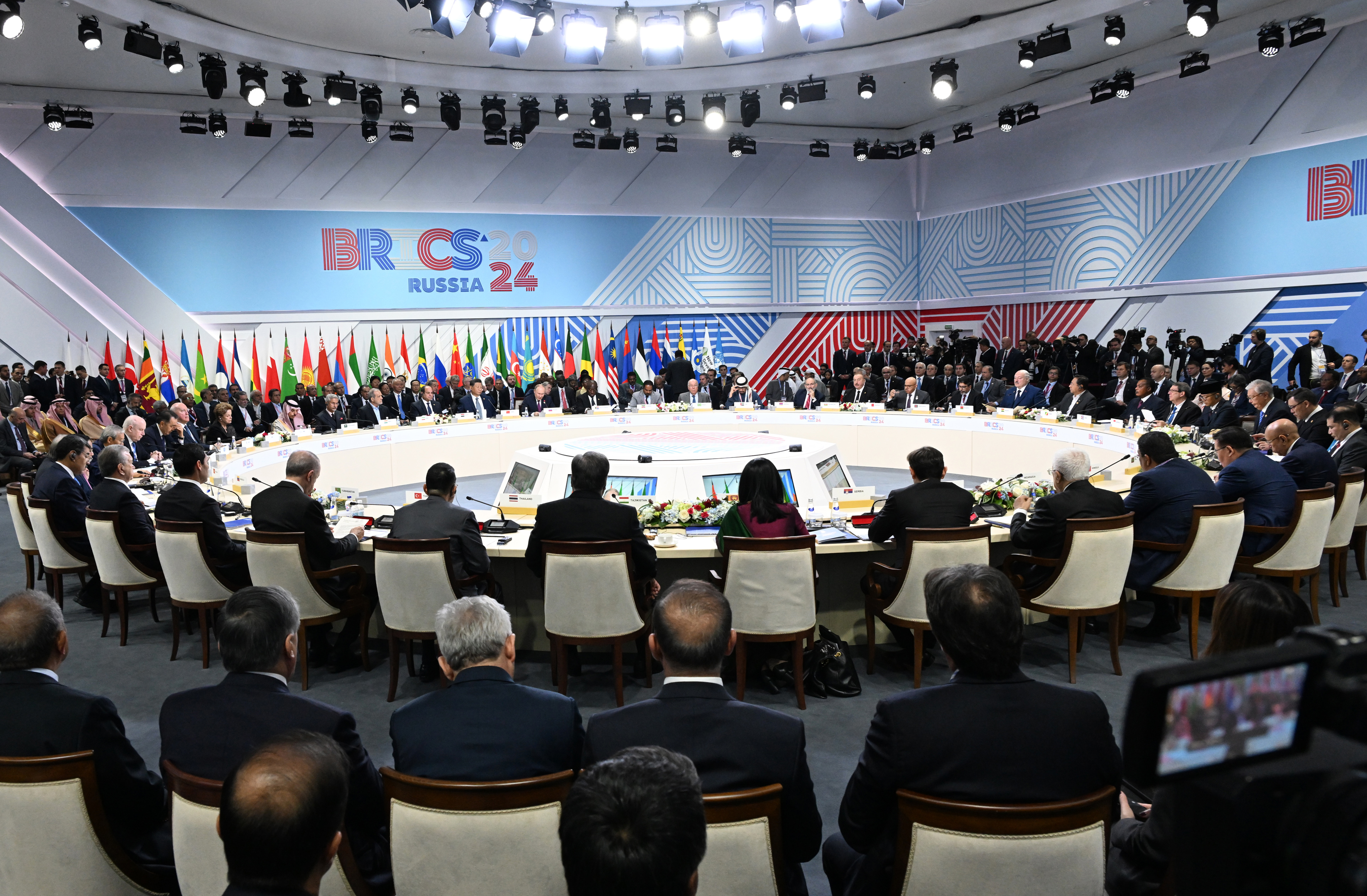
Sessione del BRICS Plus/Outreach

### BRICS Plus/Outreach
Il 24 ottobre si è tenuto il vertice BRICS Plus/Outreach che riuniva i leader di 36 Stati (i 9 BRICS e 27 ospiti) e i rappresentanti di 6 organizzazioni internazionali.
Al vertice di Kazan, oltre allo status di «paese invitato», riservato all'Arabia Saudita, è stata proposta una nuova categoria con lo status di «paesi partner»: Algeria, Bielorussia, Bolivia, Cuba, Indonesia, Kazakistan, Malaysia, Nigeria, Thailandia, Turchia, Uganda, Uzbekistan e Vietnam.

## Pubblicazioni
- (EN) Kazan Declaration, Kazan, XVI BRICS Summit, 23 ottobre 2024.